# Triplophysa nanpanjiangensis
Triplophysa nanpanjiangensis är en fiskart som först beskrevs av Zhu och Cao, 1988.  Triplophysa nanpanjiangensis ingår i släktet Triplophysa och familjen grönlingsfiskar. Inga underarter finns listade i Catalogue of Life.